# Velká Cena Evropy
Velká Cena Evropy (deutsch „Grand Prix Europa“) war eine Radsportveranstaltung in der Tschechoslowakei. Es war ein Wettbewerb im Bahnradsport, der als Einerverfolgung ausgetragen wurde und fand von 1968 bis 1988 statt.

## Geschichte
1968 wurde der Wettbewerb vom Verein TJ Favorit Brno als internationales Verfolgerturnier für Amateure begründet. Es war im Vorfeld der UCI-Bahn-Weltmeisterschaften ein Kräftemessen an dem vielfach die besten Bahnverfolger der Welt teilnahmen. Austragungsort war die Radrennbahn von Brno. Das Turnier fand in der Regel Ende Juni statt. 1988 fand der Wettkampf zum letzten Mal statt. Mit der Schaffung des Europa-Cups im Bahnradsport verlor das Rennen an Bedeutung und wurde ab 1989 nicht mehr veranstaltet.

## Sieger
- 1969  Milan Puzrla
- 1971  Jiří Kolář
- 1972  Hans Lutz
- 1974  Thomas Huschke
- 1975  Michal Klasa
- 1976  Michal Klasa
- 1977  Jan Jankiewicz
- 1978  Nikolai Monakow
- 1979  Waleri Mowtschan
- 1980  Martin Penc
- 1981  Volker Winkler
- 1982  Dainis Liepiņš
- 1983  Dean Woods
- 1984  Dean Woods
- 1985  Juri Lupolenko
- 1986  Roman Čermák
- 1987  Wladimir Preobratschinski
- 1988  Roman Čermák